# Roel Janssen (zwemmer)
Roel Janssen (1985) is een voormalig Belgisch zwemmer gespecialiseerd in de wisselslag. Hij heeft het Belgisch record op de 200m wisselslag kortebaan op zijn naam staan.

## Belangrijkste resultaten
| Jaar | Olympische Spelen | WK langebaan | WK kortebaan  | EK langebaan        | EK kortebaan  |
| ---- | ----------------- | ------------ | ------------- | ------------------- | ------------- |
| 2000 | geen deelname     |              | geen deelname | 19e 400m wisselslag | geen deelname |

## Persoonlijke records
Bijgewerkt tot en met 17 december 2011

### Kortebaan
| Afstand         | Tijd    | Datum           | Plaats   |
| --------------- | ------- | --------------- | -------- |
| 200m wisselslag | 2.03,36 | 3 augustus 2004 | Hofstade |
| 400m wisselslag | 4.21,28 | 3 augustus 2004 | Hofstade |

### Langebaan
| Afstand         | Tijd    | Datum           | Plaats     |
| --------------- | ------- | --------------- | ---------- |
| 200m wisselslag | 2.06,58 | 29 juli 2004    | Helios     |
| 400m wisselslag | 4.28,34 | 23 januari 2004 | Luxembourg |